# Хвиля Редкліффа

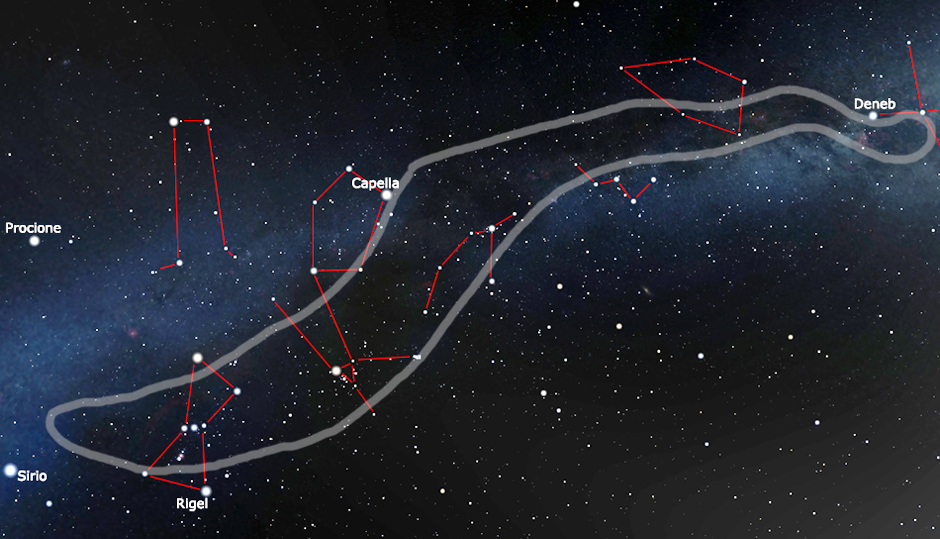
Приблизний контур хвилі Редкліффа на нічному небі Землі.

Хвиля Редкліффа (англ. Radcliffe wave) — хвилеподібна газова структура в Чумацькому Шляху, утворена взаємодіючими областями зореутворення, що простягається на 9000 світлових років. Це найбільша газова структура Чумацького Шляху, що коли-небудь спостерігалися в диску. У найближчій до Сонця точці вона розташована на відстані близько 500 світлових років (Молекулярна Хмара Тельця), а в найдальшій — на відстані 5000 світлових років (Лебідь X-1). Про виявлення структури було оголошено 20 січня 2020 року, а її близьке розташування до Сонця виявилося несподіваним для вчених.

## Формування
Пропонується, що ця газова-пилова структура могла сформуватись в результаті зіткнення з Чумацьким Шляхом набагато меншої галактики. За іншою гіпотезою, хвиля може бути пов'язана з темною матерією.
Усередині щільних хмар у хвилі Редкліффа газ може бути настільки стиснутим, він утворює нові зорі. Вважається, що схожим чином сформувалося і Сонце. Багато областей зореутворення, виявлених у хвилі Редкліффа, раніше вважалися частиною великої кільцеподібної структури навколо Сонячної системи, пояса Гулда. Тепер передбачається, що замість кільця існує масивна хвиля.

## Відкриття
Хвиля Редкліффа була відкрита міжнародною групою астрономів. Про це відкриття було оголошено на 235 зустрічі Американського астрономічного товариства в Гонолулу, а 7 січня 2020 року була опублікована стаття в журналі Nature. Структуру відкрили на основі даних, зібраних космічним телескопом Gaia. На двовимірних картах виявити хвилю не вдається, необхідно тривимірне моделювання розподілу міжзоряної речовини. Структура названа на честь Інституту перспективних досліджень Редкліффа в Кембриджі, Массачусетс.

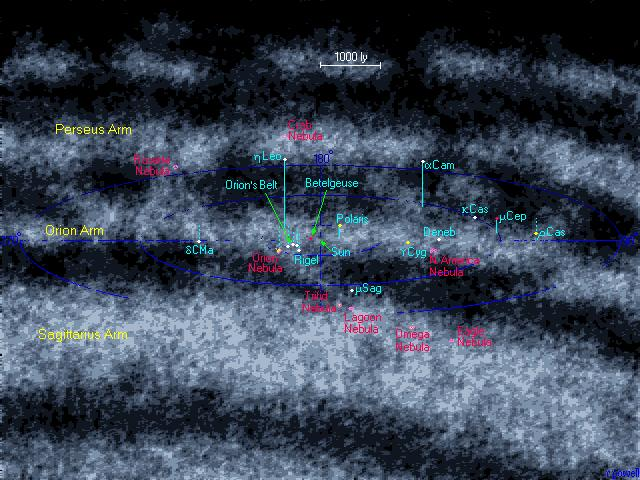
Розташування Рукава Оріона, хвилі Редкліфа та Сонця в ньому.

## Властивості
Хвиля Редкліффа містить 4/5 від усіх хмар пояса Гулда: молекулярну хмару Оріона, молекулярну хмару Персея, молекулярну хмару Тельця та Цефей OB2. Одна з хмар не є частиною хвилі Редкліффа — молекулярна хмара Ро Змієносця є частиною іншої структури, паралельної до хвилі Редкліффа. Інші структури, що містяться у хвилі Редкліффа, але більш далекі від Землі, — це Великий Пес OB1, туманність Північна Америка та Лебідь X.
Маса структури складає порядку {\displaystyle \geq 3\times 10^{6}} мас Сонця. Довжина хвилі досягає 2,7 кілопарсеків при амплітуді 160 парсеків. За шириною хвиля становить близько 20 %, а за довжиною — 40 % рукава Оріона. Рукав Оріона більш розсіяний, ніж хвиля Редкліффа, і містить ряд структур, що не входять до складу хвилі Редкліффа, таких як Єдиноріг OB1, туманність Каліфорнія, молекулярна хмара Ро Змієносця.